# Frequenzknappheit
Als Frequenzknappheit oder Frequenznot bezeichnet man ein klassisches Problem des Rundfunks: Für Rundfunksendungen sind nur bestimmte Ausschnitte des Frequenzspektrums geeignet, daher ist die Anzahl der terrestrisch realisierbaren Kanäle bzw. Sender prinzipiell begrenzt.

## Lösungsansätze
Die Frequenznot wurde durch Kabel-Verteilsysteme, Satellitenkommunikation und Digitalisierung der Übertragungstechnik seit den 80er Jahren sukzessive verringert:
- Verringerte Senderreichweiten (sog. Low power stations) ermöglichen durch Regionalisierung eine bessere Frequenznutzung.
- Kabel-Verteilsysteme können zusätzliche Frequenzbereiche nutzen, dies setzt jedoch hohe Übertragungskapazitäten (Breitbandkabel) sowie die Möglichkeit zu Frequenzmultiplex voraus.
- Weitere Frequenzen werden durch die Satellitenkommunikation erschlossen; allerdings war die dafür erforderliche Technologie erst Ende der 80er Jahre für größere Kundenschichten bezahlbar und marktreif.
- Die Digitalisierung im Rahmen von Digital Audio Broadcasting (DAB) und Digital Video Broadcasting (DVB) schafft durch Datenkompression die Möglichkeit von Gleichwellennetzen und Neuverteilung der Frequenzen weiteren Spielraum (siehe auch Digitaler Rundfunk und Digitale Dividende).

Die Frequenznot kann jedoch prinzipbedingt nie vollständig beseitigt werden. Daher gelten Sendefrequenzen als kostbare Ressource, die über staatliche Regulierungsbehörden und Landesmedienanstalten (Deutschland) oder Versteigerungen (USA) kontrolliert vergeben werden.
Über das Internet können dagegen unbegrenzt viele „Kanäle“ übertragen werden; die einzige physikalische Grenze ist die Brutto-Bandbreite der Datenleitungen zwischen Internet-„Sender“ und Internetradio- bzw. IPTV-„Empfänger“. Darüber hinaus wird die verfügbare Bandbreite dynamisch vergeben und damit nur bei Bedarf verbraucht, eine feste Zuteilung von Sendefrequenzen zur dauerhaften Nutzung ist also nicht erforderlich.